# Sturgis Motorcycle Rally
Sturgis Motorcycle Rally är en motorcykelträff som hålls i Sturgis i delstaten South Dakota i USA. Den hade premiär 1938 och hålls den första hela veckan i augusti varje år.

## Sturgis Motorcycle Rally 2020
Sturgis Motorcycle Rally i augusti 2020 var ett av de största massevenemangen utomhus under sommarsäsongen i USA under coronaviruspandemin. Den har bedömts att markant ha spritt virussjukdomen i South Dakota och de andra delar av USA. Forskare från San Diego State Universitys Center for Health Economics & Policy Studies använde geografiska data från mobiltelefonbolag och smittstatistik för att analysera vilken effekt som de omkring  460.000 besökarna haft. Deras slutsats var att Sturgis Motorcycle Rally kan ha lett till omkring 260.000 smittade under följande månad.